# Théâtre impérial (Japon)
Le théâtre impérial (帝国劇場, Teikoku gekijō, aussi connu sous le nom de Teigeki, 帝劇) est un théâtre japonais situé à Marunouchi, Chiyoda, Tokyo, géré par la Tōhō. 

## Histoire
Inauguré en 1911 comme premier théâtre de style occidental au Japon, il présente un programme varié de comédies musicales et opéras.
Il fermera ses portes après une annonce d'un plan de rénovation qui inclut le bâtiment pour 2025.

## Quelques comédies musicales jouées au Théâtre impérial
- 1966 : Autant en emporte le vent
- 1967 : Un violon sur le toit
- 1968 : Le roi et moi
- 1969 : Man of La Mancha
- 1970 : My Fair Lady
- 1987 : Les Misérables
- 1992 : Miss Saigon
- 2003 : Jekyll & Hyde
- 2003 : A Cinderella Story
- 2006 : Tanz Der Vampire
- 2009 : Me and My Girl
- 2010 : Rebecca
- 2011 : Anna Karenina
- 2013 : The Count of Monte Cristo
- 2014 : Lady Bess
- 2015 : Mozart!
- 2016 : Elisabeth
- 2017 : The Great Gatsby
- 2018 : 1789 - Les Amants de la Bastille
- 2018 : Marie-Antoinette
- 2019 : Roméo et Juliette
- 2019 : Phantom
- 2020 : Your Lie in April
- 2020 : Nine
- 2021 : Mata Hari
- 2023 : Jane Eyre
- 2023 : Moulin Rouge!
- 2023 : Spy x Family
- 2023 : Le Voyage de Chihiro